# Capex
CAPEX (Capital Expenses eller Expenditures) är utgifter för nyutveckling eller nya investeringar till exempel inköp av nya maskiner, eller framtagandet av en ny tjänst. Översätts med "investering i anläggningstillgångar" eller "anläggningskostnader", men kan alltså även gälla kostnader för utveckling av tjänster.
Dess motpart är Opex (Operating Expenses) det vill säga löpande utgifter för att underhålla en produkt, en tjänst eller ett system. Detta kan till exempel vara förbrukningsmaterial, löner eller lokalhyra.
Låg CAPEX men hög OPEX innebär att investeringskostnaderna för en ny produkt inte är så stora, men att de rörliga kostnaderna för att hålla igång hela driften är betydande.